# Sinolestes
Sinolestes is een geslacht van libellen (Odonata) uit de familie van de Synlestidae (Synpantserjuffers).

## Soorten
Sinolestes omvat 2 soorten:
- Sinolestes edita Needham, 1930
- Sinolestes ornatus Needham, 1930